# Stig Mohlin
Stig Arvid Gustaf Mohlin, född 19 februari 1904 i Malmö garnisonsförsamling, död 21 mars 1983 i Slottsstadens församling, Malmö, var en svensk tidningsman.
Efter studentexamen 1923 blev Mohlin filosofie kandidat vid Lunds universitet 1927. Han anställdes vid Skånska Dagbladet 1928, blev utrikesredaktör 1932, var andre redaktör där från 1937, ansvarig utgivare 1948–49 och chefredaktör 1954–58.